# Shinichiro Kawabata
Shinichiro Kawabata, född den 5 december 1966, är en japansk idrottare som tog brons i baseboll vid olympiska sommarspelen 1992 i Barcelona.